# Hulw Abd
Hulw Abd – miejscowość w Syrii, w muhafazie Ar-Rakka, w dystrykcie Ar-Rakka. W 2004 roku liczyła 1443 mieszkańców.